# Trees for Life
Trees for Life (Écosse) est une association enregistrée à Findhorn, en Moray, formé en 1989 par Alan Watson Featherstone, qui s'inspire alors de l'exemple de Richard St. Barbe Baker, le « Man of the Trees ». Cette association faisait à l'origine partie de la Findhorn Foundation, mais elle est devenue indépendante, bien que ses bureaux soient toujours basés dans le parc Findhorn et reste très liée avec la fondation.

## Travail
Son travail principal est axé sur la régénération de la forêt calédonienne qui couvrait à une époque une majeure partie des Highlands. Elle se composait de Pin sylvestre principalement, avec également des bouleaux, des sorbiers, des genévriers et des trembles, et se réduit aujourd'hui à 1 % de son étendue d'origine. Le but à long terme de l'organisation est de restaurer une aire de 23 000 km2 de forêt calédonienne dans les Highlands, et y réintroduire les espèces animales caractéristiques, telles que le Castor d'Europe,, le sanglier, le Lynx boréal et le Loup gris commun, qui vivaient autrefois dans ce milieu.
Les travaux pratiques sur ce sujet débutent en 1989 et depuis plus de 850 000 arbres ont été plantés et ont été protégés dans des enclos clôturés, ce qui permet d'éviter la détérioration de ces arbres par les cerfs.
Les travaux initiaux se sont tenus à Glen Cannich, mais la majorité des activités de l'association a eu lieu à Glen Affric, où elle agit en partenariat avec la Forestry Commission Scotland et le National Trust for Scotland. Plus récemment, le travail a été étendu à d'autres glens comme Glenmoriston, au sud de Glen Affric, à Achnashellach et à Corrimony, où l'association travaille en partenariat avec la Royal Society for the Protection of Birds (RSPB). 
Ce travail prend une dimension internationale avec l'opération Restoring the Earth qui promeut la restauration des écosystèmes dégradés du monde comme tâche la plus importante pour l'humanité dans les décennies à venir.